# Campo San Bartolomeo

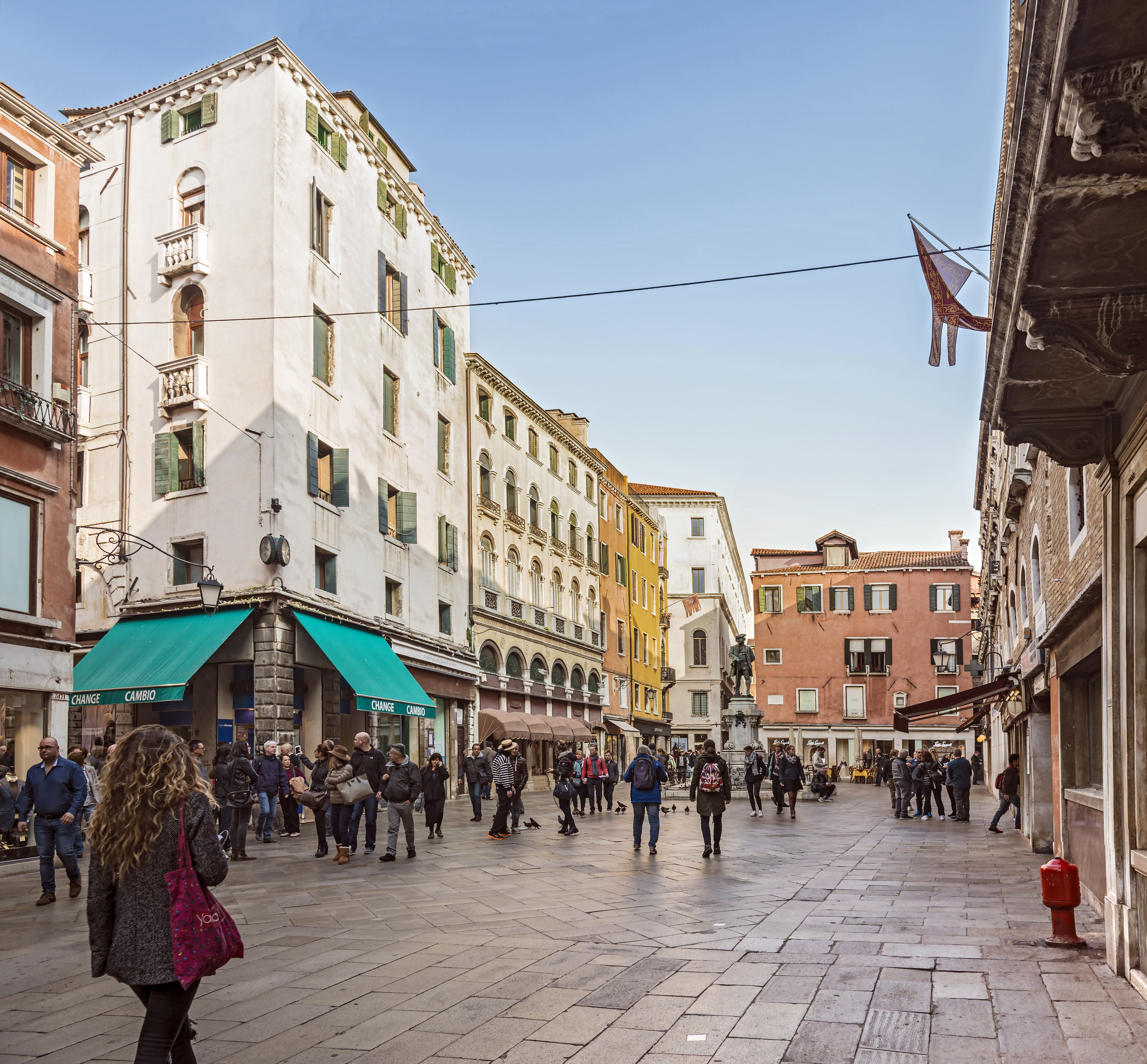
Campo San Bartolomeo

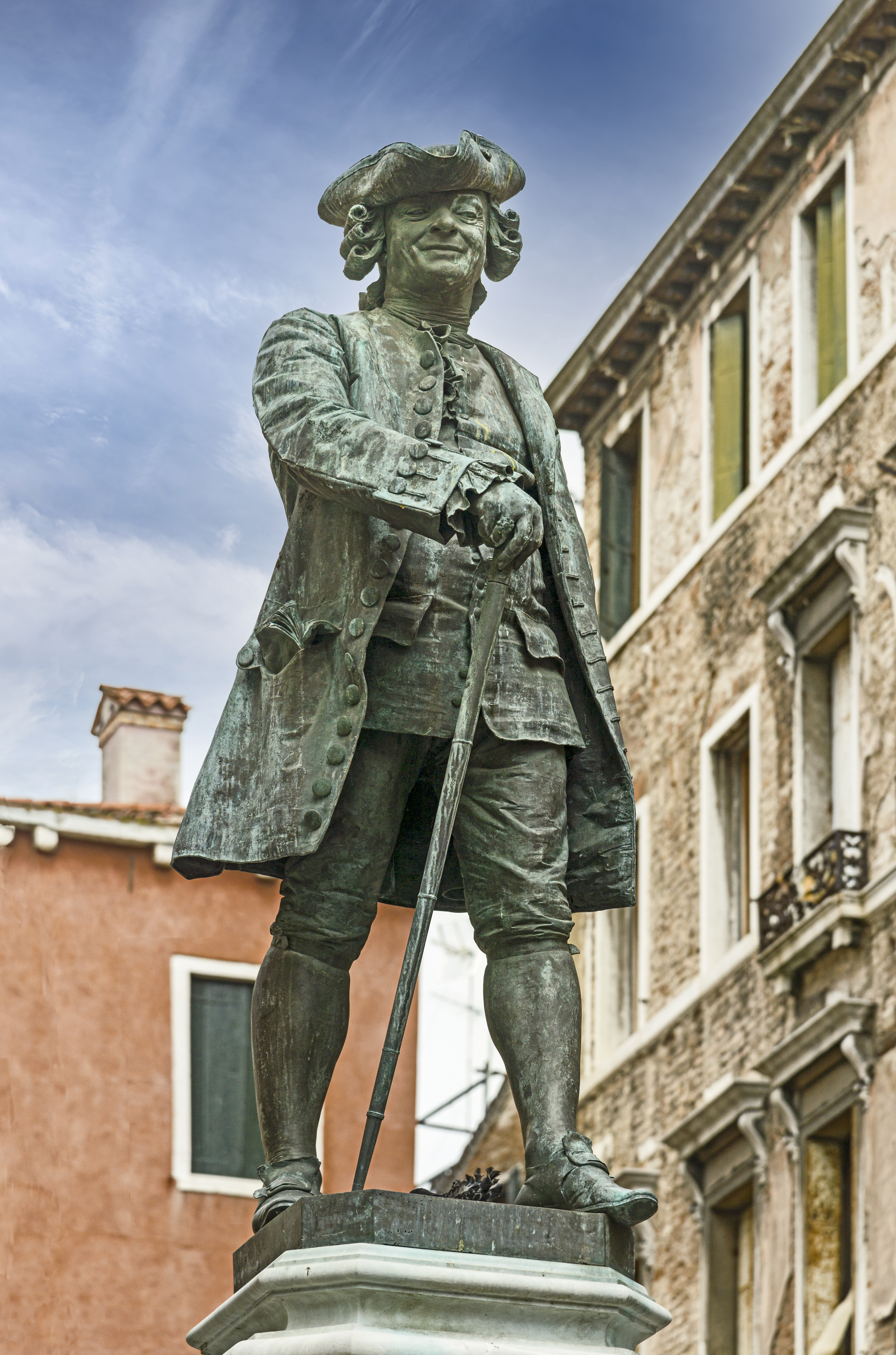
Monumentul lui Carlo Goldoni din centrul pieţei

Campo San Bortolomeo (în limbajul popular Campo san Bórtolo) este o piață din Veneția situată la câțiva pași de Rialto. 
Această piață este considerată de venețieni ca inima socio-culturală a orașului Veneția. Foarte activă și foarte populară datorită poziției strategice, ea este locul unor evenimente importante.
În centrul pieței se află un faimos monument în memoria lui Carlo Goldoni. În direcția podului Rialto se poate observa, ascunsă printre clădiri, fațada bisericii San Bartolomeo (anterior Sf. Dumitru) ce datează din secolul al XII-lea.
Piața este situată între locuri importante precum campo San Salvador, podul Rialto și Fondaco dei Tedeschi, în direcția cărora se poate ajunge la Strada Nova și de acolo la Gara Venezia Santa Lucia.